# Helsingborgs IF 2021
Helsingborgs IF herrlag i fotboll tävlar under säsongen 2021 i Superettan och Svenska Cupen.
Den sportsliga krisen i klubben fortsätter. Eter att man lyckades hålla sig kvar under två säsonger i Allsvenskan är man nu nere i andradivisionen igen. Inför säsongen 2020 hade man gjort stora förändringar i spelartruppen och andra delar av klubben. Lika stora förändringar väntas när man nu ska spela i Superettan.
Efter stora skadebekymmer under många år har man inför säsongen 2021 valt att plocka in två stycken från det medicinska teamet i IFK Norrköping. Det väntas även bli en helt ny ledarstab då både Olof Mellberg (huvudtränare 2020) och Thomas Gabrielsson (ass-tränare 2020) valt att lämna klubben.
Den 23 december 2020 presenterade HIF de två sista pusselbitarna i tränarstaben. Huvudtränare blir Jörgen Lennartsson som har Mattias Lindström och Sven Andersson vid sin sida. Dessutom ska steget från ungdomslaget upp till A-laget bli mindre med hjälp av Alvaro Santos som ska fungera som en mellanhand. Fysteamet består av de två fd. Norrköping kollegorna Dale Reese och Marcus Linnér.

## Spelartruppen 2021

### A-laget
| Nummer      | Land              | Spelare                   | Födelsedatum      | Tidigare klubb    | Moderklubb           |
| Målvakter   | Målvakter         | Målvakter                 | Målvakter         | Målvakter         | Målvakter            |
| ----------- | ----------------- | ------------------------- | ----------------- | ----------------- | -------------------- |
| 1           | Danmark           | Anders Lindegaard         | 13 april 1984     | Burnley FC        | Odense BK            |
| 18          | Sverige           | Alexander Nilsson         | 22 augusti 1997   | IFK Hässleholm    | IFK Hässleholm       |
| 25          | Sverige           | Kalle Joelsson            | 21 mars 1998      | IF Lödde          | IF Lödde             |
| Försvarare  |                   |                           |                   |                   |                      |
| 2           | Kongo-Brazzaville | Ravy Tsouka               | 23 december 1994  | Västerås SK       | FC Nantes            |
| 4           | Sverige           | Andreas Granqvist         | 16 april 1985     | FK Krasnodar      | Påarps GIF           |
| 14          | Sverige           | Casper Widell             | 5 maj 2003        | IK Wormo          | IK Wormo             |
| 16          | Sverige           | Jakob Voelkerling Persson | 27 september 2000 | FC Trelleborg     | FC Trelleborg        |
| 21          | Sverige           | Charlie Weberg            | 22 maj 1998       | Häljarps IF       | Asmundtorps IF       |
| Mittfältare |                   |                           |                   |                   |                      |
| 5           | Färöarna          | Brandur Hendriksson       | 19 december 1995  | Hafnarfjördur     | B71                  |
| 6           | Sverige           | Andreas Landgren          | 17 mars 1989      | Fredrikstad FK    | Helsingborgs IF      |
| 8           | Estland           | Vladislav Kreida (Lån)    | 25 september 1999 | FC Flora          | FC Štrommi           |
| 11          | Sverige           | Max Svensson              | 19 juni 1998      | Häljarps IF       | Teckomatorps SK      |
| 22          | Island            | Daníel Hafsteinsson       | 12 november 1999  | KA Akureyri       | KA Akureyri          |
| Anfallare   |                   |                           |                   |                   |                      |
| 9           | Nigeria           | Alhaji Gero               | 10 oktober 1993   | Östersunds FK     | El-Kanemi Warriors   |
| 10          | Sverige           | Rasmus Jönsson            | 27 januari 1990   | Buriram United FC | Vikens IK            |
| 15          | Sverige           | Assad Al Hamlawi          | 27 oktober 2000   | Ängelholms FF     | Ängelholms FF        |
| 20          | Sverige           | Dennis Olsson             | 10 juni 1999      | Eskilsminne IF    | Påarps GIF           |
| 23          | England           | Noel Mbo                  | 14 mars 1999      | Gillingham FC     | Charlton Athletic FC |
| 39          | Curaçao           | Anthony van den Hurk      | 19 januari 1993   | MVV Maastricht    | Blauw Geel '38       |

### Ledare
| Tränarroll                         | Namn               |
| ---------------------------------- | ------------------ |
| Huvudtränare                       | Jörgen Lennartsson |
| Assisterande tränare               | Mattias Lindström  |
| Målvaktstränare                    | Sven Andersson     |
| Hjälptränare (Och P19-tränare)     | Alvaro Santos      |
| Ansvarig för det medicinska teamet | Dale Reese         |
| Fysioterapeut                      | Marcus Linnér      |
| Materialförvaltare                 | Lino Boriero       |

## Övergångar

### Spelare/ledare in
Efter Allsvenskan 2020 och inför/under säsongen 2021:
| Pos                                                  | Namn               | Ålder         | Från                 | Datum      | Typ                                | Källa |
| Fysioterapeut A-lag + ungdomslag                     | Marcus Linnér      | 27            | IFK Norrköping       | 2020-12-18 | Anställning                        | [ 2 ] |
| Försvare                                             | Casper Widell      | 17            | HIF:s ungdomslag     | 2020-12-08 | Flyttas upp permanent till A-laget | [ 3 ] |
| Ansvarig för det medicinska teamet A- och ungdomslag | Dale Reese         | 65            | IFK Norrköping       | 2020-12-03 | Anställning                        | [ 4 ] |
| Huvudtränare                                         | Jörgen Lennartsson | 10 april 1965 | senast i Lillestrom  | 2020-12-23 | Anställning (treårskontrakt)       | [ 5 ] |
| Ass-tränare                                          | Mattias Lindström  | 18 april 1980 | senast i Eskilsminne | 2020-12-23 | Anställning                        | [ 5 ] |
| Spelare (Ytterforward)                               | Dennis Olsson      | 21            | Eskilsminne          | 2021-01-05 | 4-årskontrakt                      | [ 6 ] |
| ---------------------------------------------------- | ------------------ | ------------- | -------------------- | ---------- | ---------------------------------- | ----- |

### Spelare/ledare ut
Efter Allsvenskan 2020 och inför/under säsongen 2021:
| Pos                                 | Namn               | Ålder            | Till                                            | Datum      | Källa  |
| Ass-tränare                         | Thomas Gabrielsson | 39               | Sandvikens IF (huvudtränare+ sportchef)         | 2020-12-14 | [ 7 ]  |
| Ungdomstränare + Hjälptränare A-lag | Jens Karlsson      |                  | Bodø/Glimt (P19)                                | 2020-12-10 | [ 8 ]  |
| Chefscout                           | Adil Kizil         | 20 januari 1984  | Avslutar samarbetet på grund av ekonomiska skäl | 2020-12-04 | [ 9 ]  |
| Fotbollsfys                         | Rickard Engström   | 30               | Lämnar HIF på grund av familjeskäl              | 2020-12-03 | [ 4 ]  |
| Fysioterapeut                       | Victor Dymne       |                  |                                                 | 2020-12-03 | [ 4 ]  |
| Försvare                            | Erik Figueroa      | 4 januari 1991   | Utgående kontrakt                               | 2020-12-02 | [ 10 ] |
| Anfallare                           | Shkodran Maholli   | 10 april 1993    | Utgående kontrakt                               | 2020-12-02 | [ 10 ] |
| Försvarare                          | Kebba Ceesay       | 14 november 1987 | Utgående låneavtal                              | 2020-12-02 | [ 10 ] |
| Mittfältare                         | Joseph Ceesay      | 3 juni 1998      | Spelaren bryter avtalet                         | 2020-12-02 | [ 10 ] |
| Försvarare                          | Adam Eriksson      | 13 juli 1990     | Utgående kontrakt                               | 2020-12-02 | [ 10 ] |
| Mittfältare                         | Mohammed Abubakari | 15 februari 1986 | Utgående kontrakt                               | 2020-12-02 | [ 10 ] |
| Huvudtränare                        | Olof Mellberg      | 3 september 1977 | Avslutar samarbetet                             | 2020-12-01 | [ 11 ] |
| ----------------------------------- | ------------------ | ---------------- | ----------------------------------------------- | ---------- | ------ |

### Förlängda kontrakt
Efter Allsvenskan 2020 och inför/under säsongen 2021:
| Pos             | Namn             | Ålder           | Datum                              | Typ                       | Källa  |
| Anfallare       | Rasmus Jönsson   | 27 januari 1990 | Tisdag 22 december 2020 2020-12-22 | 3-årskontrakt (2020-2023) | [ 12 ] |
| Målvaktstränare | Sven Andersson   | 6 oktober 1963  | Fredag 11 december 2020 2020-12-11 | 3-årskontrakt (2020-2023) | [ 13 ] |
| Mittfältare     | Andreas Landgren | 17 mars 1989    | 2020-12-08                         | 3-årskontrakt (2020-2023) | [ 14 ] |
| --------------- | ---------------- | --------------- | ---------------------------------- | ------------------------- | ------ |

## Försäsongen
Försäsongen inleddes den 12 januari när spelarna samlades. Laget spelade sin första match den 30 januari, och deltar i Svenska Cupen.
Efter matchen mot Elfsborg fredagen den 5 februari åkte laget vidare för ett teambuilding projekt på Hotell Skansen där gruppen var tillsammans under helgen.

### Träningsmatcher
| 1     | 30 januari 2021 | Helsingborgs IF     | 1 – 0           | Torns IF | Olympiafältet plan 10 |             |
| 14:00 | 14:00           | 61′ Simon Bengtsson | (0 – 0) Rapport |          | Helsingborg           | Helsingborg |
| 14:00 | 14:00           |                     |                 |          | Helsingborg           | Helsingborg |
| 14:00 | 14:00           |                     |                 |          | Helsingborg           | Helsingborg |

| 2     | 5 februari 2021 | IF Elfsborg    | 1 – 0           | Helsingborgs IF | Rydahallen                 |                            |
| 13:00 | 13:00           | 42′ Rasmus Alm | (1 – 0) Rapport |                 | Borås Domare: Glenn Nyberg | Borås Domare: Glenn Nyberg |
| 13:00 | 13:00           |                |                 |                 | Borås Domare: Glenn Nyberg | Borås Domare: Glenn Nyberg |
| 13:00 | 13:00           |                |                 |                 | Borås Domare: Glenn Nyberg | Borås Domare: Glenn Nyberg |

| 3     | 13 februari 2021 | Helsingborgs IF | –       | IFK Göteborg | Olympiafältet plan 10 |             |
| 14:00 | 14:00            |                 | Rapport |              | Helsingborg           | Helsingborg |
| 14:00 | 14:00            |                 |         |              | Helsingborg           | Helsingborg |
| 14:00 | 14:00            |                 |         |              | Helsingborg           | Helsingborg |

### Svenska cupen

#### Tabell
| Nr | Lag             | S | V | O | F | GM | IM | MS | P |
| -- | --------------- | - | - | - | - | -- | -- | -- | - |
| 1  | BK Häcken       | 3 | 2 | 1 | 0 | 6  | 1  | +5 | 7 |
| 2  | Dalkurd FF      | 3 | 2 | 0 | 1 | 7  | 3  | +4 | 6 |
| 3  | Helsingborgs IF | 3 | 0 | 2 | 1 | 3  | 4  | −1 | 2 |
| 4  | IK Gauthiod     | 3 | 0 | 1 | 2 | 1  | 9  | −8 | 1 |

| Hemma \ Borta   | BKH | DFF | HIF | IKG |
| BK Häcken       | —   | 2–0 | 1–1 | —   |
| Dalkurd FF      | —   | —   | —   | 5–0 |
| Helsingborgs IF | —   | 0–2 | —   | —   |
| IK Gauthiod     | 0–3 | —   | 1–1 | —   |

#### Matcher
| 2     | 30 september 2020 | IS Halmia | 0 – 3           | Helsingborgs IF                            | Örjans Vall                               |                                           |
| 18:30 | 18:30             |           | (0 – 2) Rapport | 18′ (771) Alhaji Gero 43′ Andreas Landgren | Halmstad Publik: 0 Domare: Joakim Östling | Halmstad Publik: 0 Domare: Joakim Östling |
| 18:30 | 18:30             |           |                 |                                            | Halmstad Publik: 0 Domare: Joakim Östling | Halmstad Publik: 0 Domare: Joakim Östling |
| 18:30 | 18:30             |           |                 |                                            | Halmstad Publik: 0 Domare: Joakim Östling | Halmstad Publik: 0 Domare: Joakim Östling |

| Grupp 3 | 21 feb 2021 | IK Gauthiod | – | Helsingborgs IF |  |  |
| 15:00   |             |             |   |                 |  |  |
|         |             |             |   |                 |  |  |
|         |             |             |   |                 |  |  |

| Grupp 3 | 27 feb 2021 | Helsingborgs IF | – | Dalkurd FF |  |  |
| 15:00   |             |                 |   |            |  |  |
|         |             |                 |   |            |  |  |
|         |             |                 |   |            |  |  |

| Grupp 3 | 7 mars 2021 | BK Häcken | – | Helsingborgs IF |  |  |
| 15:00   |             |           |   |                 |  |  |
|         |             |           |   |                 |  |  |
|         |             |           |   |                 |  |  |

## Superettan
Superettan 2021 spelas mellan den 10 april - 27 november. 

### Ligatabell
| Nr | Lag                 | S  | V  | O  | F  | GM | IM | MS  | P  |
| -- | ------------------- | -- | -- | -- | -- | -- | -- | --- | -- |
| 1  | IFK Värnamo (U)     | 30 | 18 | 5  | 7  | 44 | 29 | +15 | 59 |
| 2  | GIF Sundsvall       | 30 | 15 | 8  | 7  | 46 | 29 | +17 | 53 |
| 3  | Helsingborgs IF (N) | 30 | 13 | 9  | 8  | 47 | 29 | +18 | 48 |
| 4  | Norrby IF           | 30 | 13 | 9  | 8  | 41 | 33 | +8  | 48 |
| 5  | Östers IF           | 30 | 12 | 10 | 8  | 33 | 26 | +7  | 46 |
| 6  | Landskrona BoIS (U) | 30 | 13 | 5  | 12 | 41 | 37 | +4  | 44 |
| 7  | Trelleborgs FF      | 30 | 11 | 10 | 9  | 42 | 39 | +3  | 43 |
| 8  | Örgryte IS          | 30 | 9  | 14 | 7  | 39 | 39 | 0   | 41 |
| 9  | AFC Eskilstuna      | 30 | 11 | 7  | 12 | 41 | 41 | 0   | 40 |
| 10 | IK Brage            | 30 | 10 | 9  | 11 | 40 | 42 | −2  | 39 |
| 11 | Jönköpings Södra    | 30 | 10 | 8  | 12 | 34 | 37 | −3  | 38 |
| 12 | Västerås SK         | 30 | 8  | 12 | 10 | 36 | 40 | −4  | 36 |
| 13 | Akropolis IF        | 30 | 9  | 8  | 13 | 28 | 44 | −16 | 35 |
| 14 | Gais                | 30 | 10 | 4  | 16 | 31 | 40 | −9  | 34 |
| 15 | Vasalunds IF (U)    | 30 | 7  | 5  | 18 | 35 | 52 | −17 | 26 |
| 16 | Falkenbergs FF (N)  | 30 | 6  | 7  | 17 | 34 | 55 | −21 | 25 |